# Brazilian Girls
Le Brazilian Girls sono  un gruppo musicale alternative dance statunitense originario di New York.

## Stile
Lo stile musicale del gruppo unisce diversi generi: etichettato come gruppo di musica elettronica, la band utilizza influenze derivanti da tango, chanson, musica house, reggae e lounge.

## Storia del gruppo
Nonostante il nome, i componenti del gruppo non sono originari del Brasile e la sola ragazza della band è la cantante italiana Sabina Sciubba, nata nel 1975 a Roma. Gli altri membri sono Didi Gutman, Aaron Johnston e Jesse Murphy.
Il gruppo si è formato a New York nel 2003. Nel febbraio 2005 è stato pubblicato l'album d'esordio. Nel settembre 2006 è uscito invece il secondo disco, dal titolo Talk to La Bomb.
Il terzo disco, datato 2008 e intitolato New York City, riceve la nomination ai Grammy Awards 2009 nella categoria "miglior album dance/elettronico".
Nel 2010 il gruppo annuncia tramite Facebook il proprio scioglimento.
Nell'aprile 2012 la band si riunisce suonando in diversi concerti e al contempo scrivendo del nuovo materiale.
Nel febbraio 2014 Sabina Sciubba pubblica un album solista dal titolo Toujours (Bar None Records).
Il 13 Aprile 2018 la band pubblica il suo quarto album, chiamato Let's make love

## Discografia
Album
- 2005 - Brazilian Girls
- 2006 - Talk to La Bomb
- 2008 - New York City
- 2018 - Let's Make Love